# Euro D
 (signalé en mai 2025).
Si vous disposez d'ouvrages ou d'articles de référence ou si vous connaissez des sites web de qualité traitant du thème abordé ici, merci de compléter l'article en donnant les références utiles à sa vérifiabilité et en les liant à la section « Notes et références ».
- Archive Wikiwix
- Bing
- Cairn
- DuckDuckGo
- E. Universalis
- Gallica
- Google
- G. Books
- G. News
- G. Scholar
- Persée
- Qwant
- (zh) Baidu
- (ru) Yandex
- (wd) trouver des œuvres sur Wikidata

Euro D  est une chaîne de télévision turque destinée aux expatriés turcs d'Europe.
Euro D est une chaîne de télévision privée turque. Elle diffuse ses programmes sur tout le continent européen ainsi qu'en Turquie. Elle diffuse la plupart des programmes de Kanal D, souvent en direct
La chaîne est à l'origine du concept que la plupart des grandes chaînes turques ont repris depuis : créer une chaîne spécialement dédiée aux turcs d'Europe en leur proposant des jeux de Call-tv pour gagner des prix en euro au lieu de la livre turque et proposer des publicités européennes. Cependant, la plupart de ces publicités sont allemandes (ex : Knoppers).
La chaîne voit sa diffusion démarrer sous le nom de Kanal D Fun en 2005 puis changera de nom en Euro D (pour monter un lien de parenté avec EuroStar TV appartenant au même groupe).
La chaîne est diffusée en option sur Freebox TV au canal 598 et SFR sur le canal 819

## Programmes
| - Uzak Şehir // Pazartesi 19:00 - Eşref Rüya // Çarşamba 19:00 - İnci Taneleri // Perşembe 19:00 - Arka Sokaklar // Cuma 19:00 - Kuralsız Sokaklar | - Magazin D Cumartesi // Cumartesi 08:45 - Magazin D Pazar // Pazar 08:45 - Magazin D Yaz - Gelinim Mutfakta // H.İçi Her Gün 12:00 - Turnike - Password Türkiye - Şefika'nın Mutfağı // Cumartesi 12:00 - Arda'nın Mutfağı // Cumartesi 13:00 - Arda ile Omuz Omuza // Pazar 12:00 | - Kanal D Ana Haber Bülteni // Her Gün 18:00 - Neler Oluyor Hayatta // H.İçi Her Gün 08:00 - Euro D Haber - Kanal D Haber Gün Arası - Spor Gündemi // Her Gün 18:50 |